# Septembre 1776

## Événements

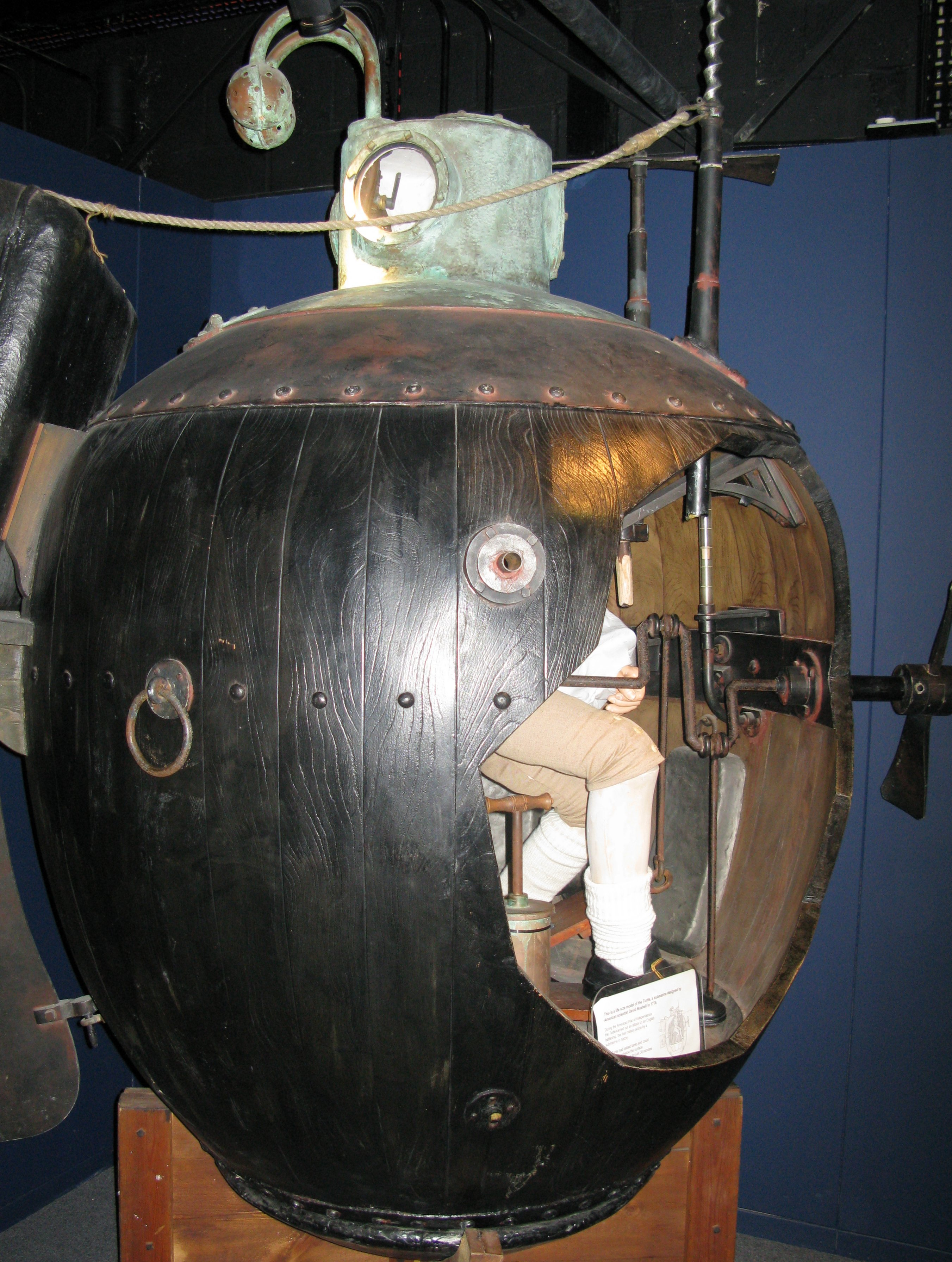
Réplique du sous-marin Turtle

- France : septembre - octobre : récolte moyenne de raisin.

- 7 septembre : le Turtle est le premier sous-marin militaire à être utilisé dans une bataille. Le Turtle essaie de couler, sans succès, le HMS Eagle britannique dans le port de New York.

- 11 septembre : les Anglais et les Américains se réunissent à la conférence de paix de Staten Island cherchant à en finir avec la révolution. La réunion est brève et sans résultat.

- 15 septembre :
  - les insurgées perdent New York, occupation britannique[1]
  - Les Britanniques débarquent à Kips Bay[2].

- 16 septembre : après leur débarquement à Kip's Bay, les britanniques remportent la bataille des Hauts de Harlem (Morningside Heights)[3].

- 21 septembre :
  - un incendie détruit le quart de New York.
- 21 septembre, France : Anne Louis Henri de La Fare, futur cardinal, futur député aux États généraux de 1789 est ordonné prêtre.

- 22 septembre : Nathan Hale est condamné à mort à New York pour espionnage.

## Naissances
- 2 septembre : Toussaint du Breil de Pontbriand, général Chouan